# Monte Thielsen
Il monte Thielsen (in inglese Mount Thielsen) è un vulcano spento alto 2 799 m compreso nella catena delle Cascate e situato nell'Oregon sudoccidentale, negli Stati Uniti. Ha la particolarità di essere uno stratovulcano poggiato su un vulcano a scudo, composto prevalentemente di andesite basaltica. Rimanendo spento per diverse decine o addirittura centinaia di migliaia di anni, subì in tale lasso temporale una forte erosione per opera delle glaciazioni. Il suo picco piramidale ha attirato a sé molti fulmini nel corso dei millenni passati e la formazione, al suo apice, di una rara varietà di folgorite scoperta solo un anno dopo la prima ascensione della montagna per opera di E.E. Hayden nel 1883. Il vertice prende il nome da un ingegnere ferroviario che svolse un ruolo importante nella costruzione della ferrovia che favorì l'insediamento dei coloni nella regione. Fauna e flora sono protette all'interno della riserva naturale del monte Thielsen e di due foreste nazionali. Tra le attività ricreative compiute in zona rientrano l'arrampicata e l'escursionismo lungo il Pacific Crest Trail: la vetta non costituisce una sfida tecnica complicata e vede relativamente pochi alpinisti che la scalano.

## Toponimo
Le tribù dei nativi americani Chinook, i quali popolarono la regione per diversi secoli, battezzarono la montagna Hischokwolas; i Klamath, invece, la chiamavano Hisc'akwalee?as. Il sito venne rinominato da Jon Hurlburt, un esploratore polacco, in onore di Hans Thielsen, un ingegnere ferroviario che svolse un ruolo importante nella costruzione della ferrovia che collegava l'Oregon con la California alla fine dell'Ottocento. La vetta è altresì nota come Big Cowhorn (letteralmente "grande corno di bue"), in maniera tale da distinguerla dalla Little Cowhorn situata più a nord.

## Geografia

### Posizione geografica

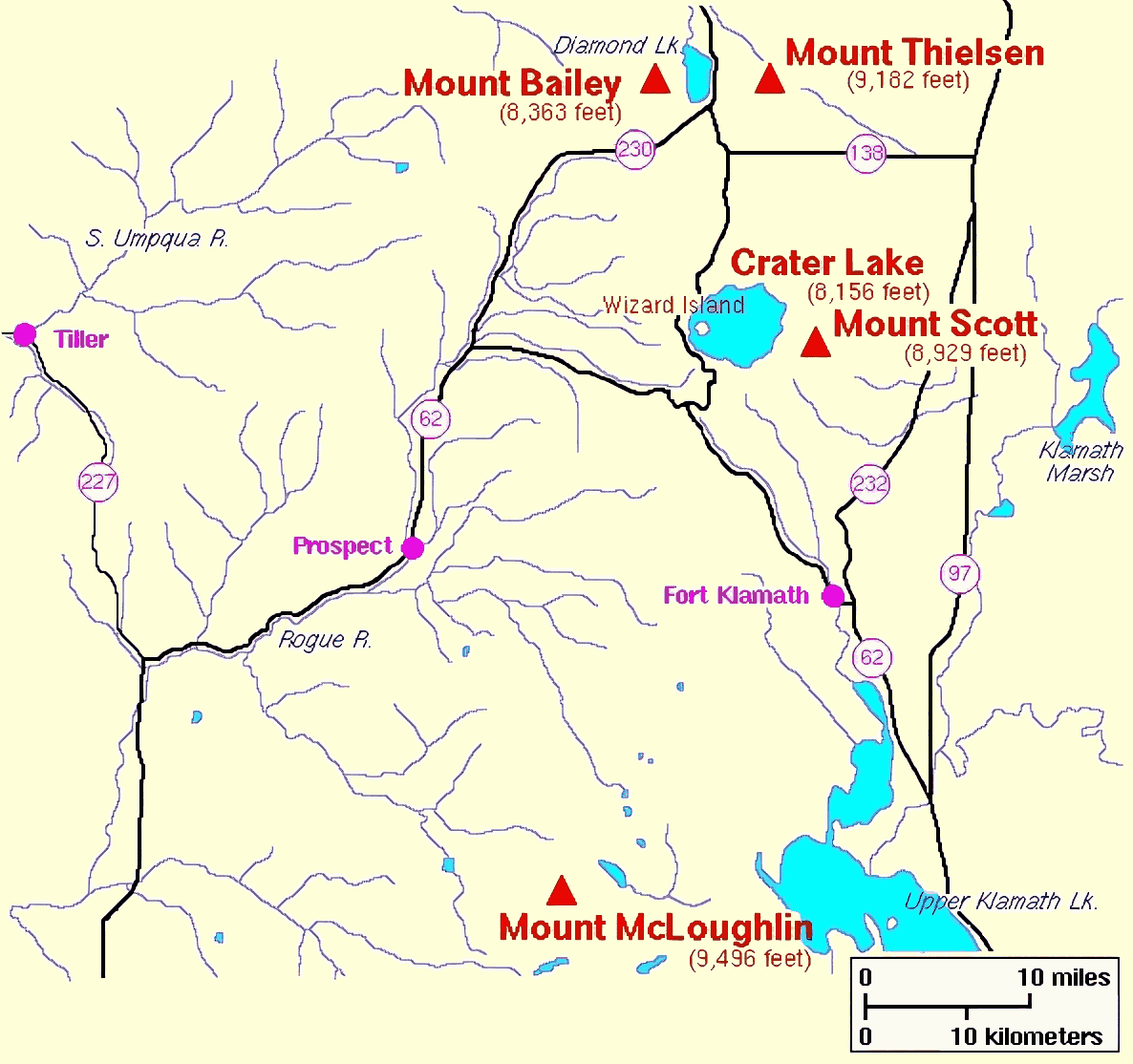
Mappa della catena delle Cascate nell'Oregon meridionale

Il monte Thielsen si trova negli USA, nel sud-ovest dell'Oregon: la vetta è compresa quasi tutta nella contea di Douglas, mentre il suo versante orientale rientra nella contea di Klamath. Dista circa 5 km dal lago Diamond e il doppio dal monte Bailey, a est, una ventina dal lago Crater, posizionato a nord, e 81 dal monte McLoughlin, la vetta maggiore più vicina, mentre Portland si trova a 260 km approssimativamente a nord-nord ovest. Il monte Thielsen rientra nella catena delle Cascate.

### Topografia
Il monte Thielsen è un vulcano fortemente eroso, con il punto massimo raggiunto pari a 2 799 m di quota, facilmente distinguibile per via della sua particolare fattezza. La vetta rientra nell'arco vulcanico delle Cascate, più precisamente nelle High Cascades denominate di Matterhorns, un termine riferito alla designazione in lingua tedesca del Cervino, così come il Diamond Peak, il monte Washington, il Three Fingered Jack e il monte Bailey. La prominenza topografica del Thielsen è pari a 1 019 m. A differenza degli altri vulcani delle High Cascades, questo si spense tra 250 000 e 100 000 anni fa e conservano ancora tracce di erosione glaciale. Ogni traccia di antichi crateri vulcanici è scomparsa e la forma della montagna si avvicina a quella di un picco piramidale. Costituisce il punto culminante di una cresta lunga una decina di chilometri, il Sawtooth Ridge, che si estende a nord per il monte Howlock (2 537 m) e del Tipsoo Peak (2 449 m). La sua parete settentrionale ospita il minuscolo ghiacciaio Lathrop. Piccoli ruscelli scorrono alla base dei circhi naturali presenti sui fianchi montani.

### Geologia

Diagramma della zona tettonica della catena delle Cascate

L'arco vulcanico delle Cascate appare direttamente sopra una zona di subduzione, quella della Cascadia. L'episodio che segnò l'origine della maggior parte della catena delle Cascate cominciò 36 milioni di anni fa. Il resto della placca Farallon viene chiamata Juan de Fuca. In concomitanza con la diminuzione dell'attività vulcanica, durante il Miocene (17-12 milioni di anni fa), quantità colossali di basalto si riversarono nell'attuale bacino del Columbia. Con la separazione simultanea della placca Explorer e l'ispessimento della zona di subduzione, l'angolo del piano di Wadati-Benioff aumentò. L'attrito si fece più intenso, il rilievo aumentò e il vulcanesimo riprese tra 7 e 5 milioni di anni fa. Il monte Thielsen si originò 290 000 anni fa: annoverato tra i principali vulcani delle High Cascades, rimase attivo tra 3 milioni e 140 000 anni fa.
Come il monte Bailey, essendo più giovane, presenta una composizione intermedia di andesite basaltica che permise la formazione di uno stratovulcano meno imponente, finendo col tempo per assomigliare a un vulcano a scudo, senza però essere in grado di essere classificato come effusivo alla stessa maniera del lago Medicine. Il volume del monte Thielsen è stato stimato a un numero superiore a 8 km³.
L'ultima eruzione non è nota con precisione: si stima che avvenne tra 250 000 e 100 000 anni fa, ragion per cui se ne deduce che fu attivo per un arco temporale relativamente breve. Il lago Diamond andò originato da una delle eruzioni provocate dal Thielsen. La storia eruttiva può essere suddivisa in tre cicli: una prima in cui le colate laviche generarono il cono vulcanico, un periodo in cui le eruzioni erano più esplosive con l'emissione di nubi ardenti e infine un periodo in cui il tefra si accumulò per formare un nuovo cono circondato da depositi vulcanici. Oltre all'andesite basaltica, il monte Thielsen è composto da breccia, tufo e palagonite; tali rocce sono intervallate da dicchi. Le colate laviche si svilupparono con uno spessore compreso tra 30 cm e 10 m, mentre volumi continui di brecce si possono rintracciare in 100 m di lunghezza. La dispersione dei flussi suggerisce che potrebbero essere stati prodotti da fontane di lava.
Da quando si spense, il monte Thielsen assistette a due o tre glaciazioni, le quali erosero fortemente ed esposero le sue rocce durante il Pleistocene. Degli ammassi di acqua ghiacciata di una certa dimensione furono presenti sulla vetta fino alla fine della piccola era glaciale, all'inizio del XX secolo. Inoltre, la sua subsidenza causò lo sprofondamento delle lave più recenti di circa 300 m al di sotto del livello del cratere.

### Clima

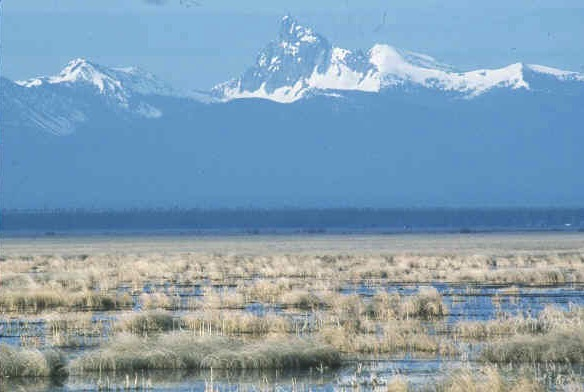
Il monte Thielsen innevato visto dalla riserva faunistica del Klamath Inferiore, a ovest della montagna

Non esiste una stazione meteorologica in loco. La più prossima centralina è quella del lago Crater, situata a meno di 30 km a sud, a circa 2 100 m di altitudine, vale a dire l'equivalente della linea degli alberi sul monte Thielsen. Il clima dei due vulcani è caratterizzato da estati fresche e inverni molto piovosi, o più di frequente caratterizzati da abbondanti nevicate, con influenze continentali. Il record di neve precipitata in Oregon fu registrato a più di 2 100 m di altitudine presso il lago Crater (6 m). Oltre il 90% delle precipitazioni si riversa in loco tra il 1º ottobre e il 31 maggio, con un aumento delle piogge a seconda della quota in cui ci si trova (meno in alto vuol dire meno precipitazioni) e temperature che diminuiscono notevolmente in base all'altitudine. Dei nubifragi violenti e difficilmente prevedibili a livello meteorologico di solito si verificano in estate. Poiché il monte Thielsen si trova vicino allo spartiacque delle Cascate, funge da barriera contro i venti prevalenti da ovest provenienti dall'oceano Pacifico. Le precipitazioni medie annue si registrano soprattutto sulle zone pedemontane orientali dell'areale a causa del fenomeno dell'ombra pluviometrica.
| Bollettino meteorologico del lago Crater | Mesi | Mesi  | Mesi  | Mesi  | Mesi  | Mesi  | Mesi  | Mesi  | Mesi  | Mesi  | Mesi  | Mesi  | Stagioni | Stagioni | Stagioni | Stagioni | Anno    |
| Bollettino meteorologico del lago Crater | Gen  | Feb   | Mar   | Apr   | Mag   | Giu   | Lug   | Ago   | Set   | Ott   | Nov   | Dic   | Inv      | Pri      | Est      | Aut      | Anno    |
| ---------------------------------------- | ---- | ----- | ----- | ----- | ----- | ----- | ----- | ----- | ----- | ----- | ----- | ----- | -------- | -------- | -------- | -------- | ------- |
| T. max. media (°C)                       | 1    | 1,8   | 2,9   | 6,0   | 10,3  | 14,8  | 20,9  | 20,9  | 17,2  | 11,1  | 4,5   | 1,4   | 1,4      | 6,4      | 18,9     | 10,9     | 9,4     |
| T. media (°C)                            | −3,4 | −2,9  | −2,1  | 0,3   | 4,1   | 7,9   | 12,9  | 12,8  | 9,8   | 5,1   | −0,1  | −2,9  | −3,1     | 0,8      | 11,2     | 4,9      | 3,5     |
| T. min. media (°C)                       | −7,9 | −7,6  | −7,1  | −5,4  | −2,1  | 1,1   | 4,8   | 4,8   | 2,4   | −0,9  | −4,8  | −7,2  | −7,6     | −4,9     | 3,6      | −1,1     | −2,5    |
| T. max. assoluta (°C)                    | 18   | 19    | 19    | 22    | 27    | 35    | 38    | 34    | 34    | 27    | 22    | 18    | 19       | 27       | 38       | 34       | 38      |
| T. min. assoluta (°C)                    | −29  | −28   | −22   | −19   | −15   | −12   | −8    | −5    | −9    | −16   | −22   | −28   | −29      | −22      | −12      | −22      | −29     |
| Precipitazioni (mm)                      | 259  | 201   | 197   | 126   | 82    | 59    | 19    | 24    | 53    | 49    | 235   | 283   | 743      | 405      | 102      | 337      | 1 587   |
| Giorni di pioggia                        | 18   | 15,9  | 18,2  | 15,5  | 11,2  | 8,0   | 3,9   | 4,0   | 5,8   | 9,8   | 17,5  | 18,1  | 52,0     | 44,9     | 15,9     | 33,1     | 145,9   |
| Nevicate (cm)                            | 244  | 208   | 209   | 115   | 50    | 9,9   | 0,51  | 0,25  | 7,1   | 54,0  | 154,0 | 230,0 | 682,0    | 374,0    | 10,7     | 215,1    | 1 281,8 |
| Giorni di neve                           | 15,9 | 14,3  | 15,6  | 12,2  | 5,9   | 2,0   | 0,1   | 0,0   | 1,0   | 4,7   | 13,2  | 16,4  | 46,6     | 33,7     | 2,1      | 18,9     | 101,3   |
| Ore di soleggiamento mensili             | 124  | 141,3 | 217,0 | 240,0 | 310,0 | 330,0 | 372,0 | 341,0 | 270,0 | 217,0 | 90,0  | 93,0  | 358,3    | 767,0    | 1 043,0  | 577,0    | 2 745,3 |

### Ecologia

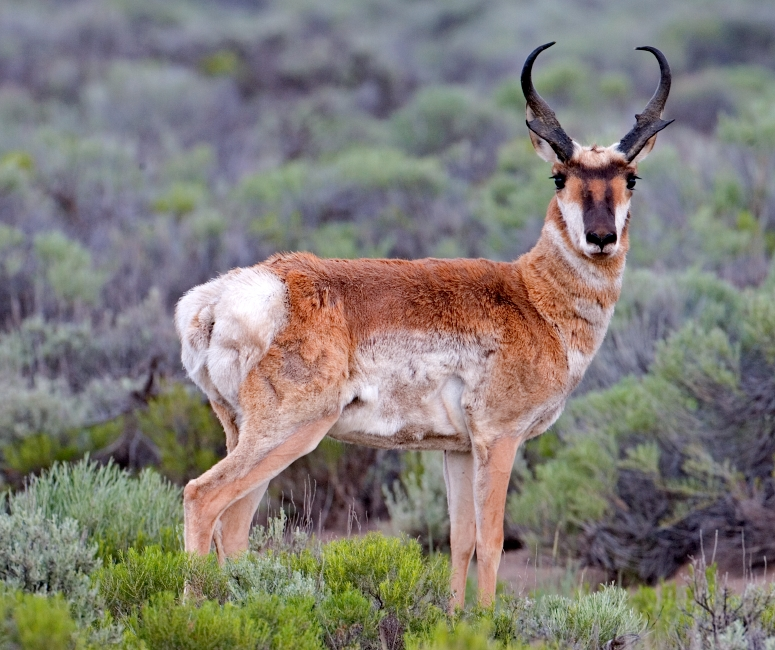
Un'antilocapra americana a est della zona del Monte Thielsen

Una foresta di enormi cedri della California (Calocedrus decurrens) si è sviluppata naturalmente vicino al lago Diamond, mentre un'altra, caratterizzata soprattutto da pini gialli (Pinus ponderosa), si trova lungo l'Emile Big Tree Trail. Il lato occidentale della montagna è ricoperto da felci del genere Polystichum munitum e abeti di Douglas (Pseudotsuga menziesii). Il versante orientale, dove crescono ad alta quota il pino contorto (Pinus contorta), la tsuga mertensiana, l'abete amabile (Abies amabilis) e il pino dalla corteccia bianca (Pinus albicaulis), fino alla linea degli alberi localizzata a 2 200 m, costituisce l'habitat ideale per il wapiti (Cervus elaphus canadensis), l'antilocapra americana, il cervo mulo (Odocoileus hemionus), la lince rossa (Lynx rufus), l'orso nero americano (Ursus americanus) o il puma (Puma concolor). I fiumi sono popolati da vari generi di trota e, più raramente, da Catostomus warnerensis, mentre i laghi contengono in particolare il persico (Micropterus salmoides). Le foreste costituiscono un ottimo rifugio per uccelli quali il germano reale. (Anas platyrhynchos), l'aquila di mare testabianca (Haliaeetus leucocephalus), l'oca del Canada (Branta canadensis), il cigno minore (Cygnus columbianus) e occasionalmente il falco pellegrino (Falco peregrinus). Le pendici inferiori del monte Thielsen, sebbene densamente boscose, supportano una scarsa biodiversità vegetale.

## Storia

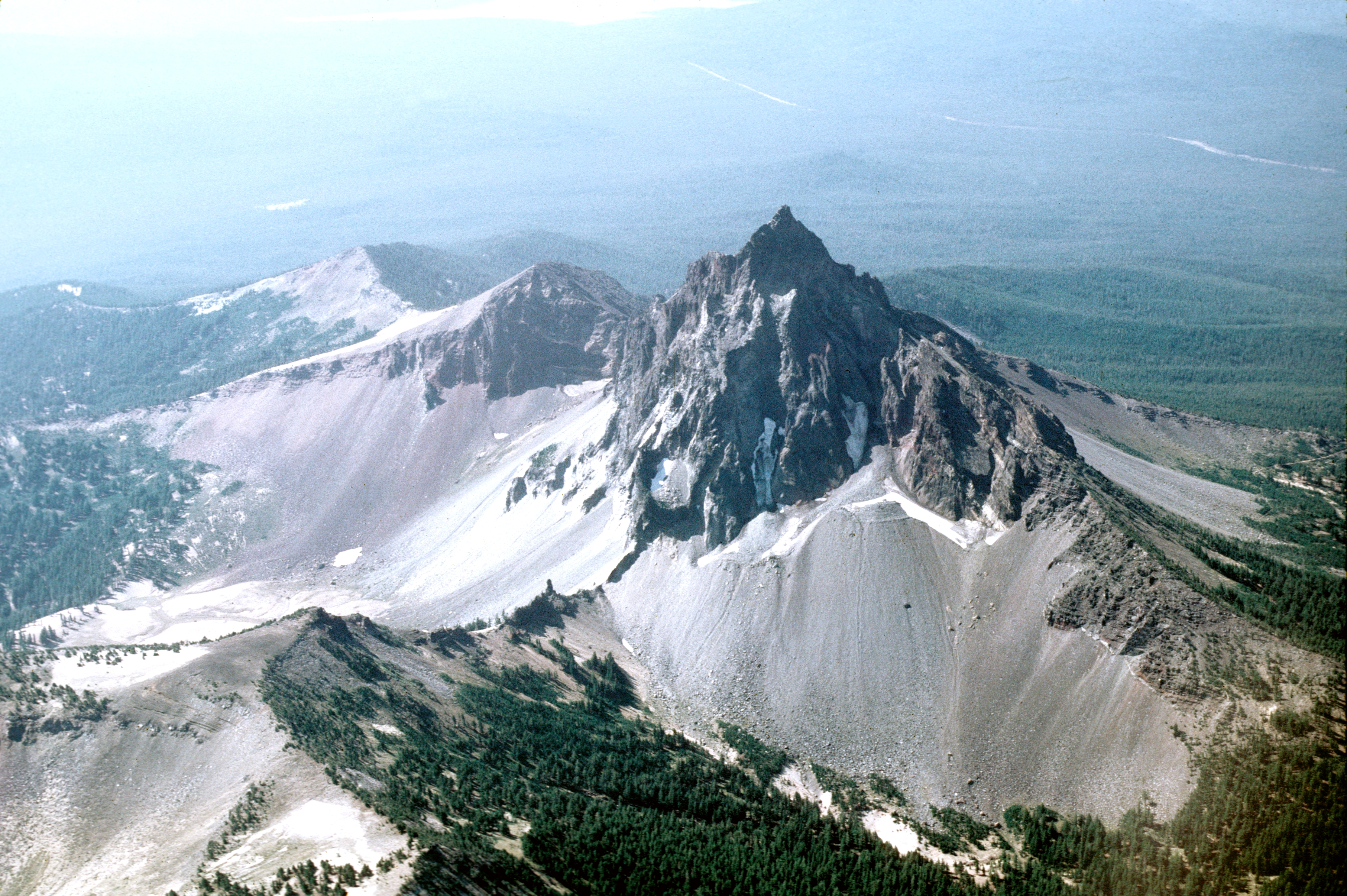
La cima aguzza del monte Thielsen

L'area fu ampiamente esplorata nel seconda metà del XIX secolo: la corsa all'oro portò molti cercatori e le tensioni si fecero presto sentire con i nativi americani. Dopo che Fort Klamath fu costruito nel 1863, seguì la realizzazione di una ferrovia per collegarlo alla valle del fiume Rogue. Il monte Thielsen fu scalato per la prima volta nel 1883 da E.E. Hayden della United States Geological Survey (USGS), il quale effettuò prima una ricognizione della regione circostante. L'estate successiva, un gruppo per conto della USGS guidato da J.S. Diller avviò uno studio sistematico delle montagne della catena delle Cascate, compreso il monte Thielsen. Un membro della spedizione sale in vetta e riporta campioni di folgorite formatisi per via dagli impatti di fulmini. La loro frequenza risultò così alta che il Thielsen si guadagnò il soprannome di "parafulmine delle Cascate". In quell'occasione, gli studiosi rintracciarono una rara varietà di lechatelierite, un mineraloide. La sua presenza appariva limitata alla vetta in un perimetro compreso tra gli ultimi due-tre metri della montagna: nella descrizione riportata dagli uomini, si parlava di minerali dall'aspetto simile al vetro ma di colore da marrone-nero o oliva scuro, in maniera così vivace da richiamare prodotti trattati con la smaltatura ad aerografo. Grandi di solito pochi centimetri in termini di diametro, eccezionalmente si presentavano sotto forma di linee strette di una trentina di centimetri di lunghezza. Il loro aspetto si presentava come irregolare e quasi lucente sotto i raggi del sole.

## Attività ricreative

### Escursionismo
La montagna e i laghi circostanti offrono destinazioni privilegiate per gli appassionati di escursionismo e sci di fondo. La sezione del Pacific Crest Trail che attraversa la riserva naturale del monte Thielsen è lunga 42 km ed è accessibile dall'incrocio tra la Oregon Route 138 e la 230. Nel 2009, tale cammino è stato nominato il miglior percorso escursionistico presente nello Stato dell'Oregon. La vetta è raggiungibile a piedi tramite un sentiero di 6 km sul versante occidentale, generalmente poco frequentato, nonostante la presenza di tre aree di campeggio nei pressi del lago Diamond. Il clima appare relativamente instabile oltre la linea degli alberi, lungo la cresta ovest, ragion per cui bisogna prestare particolare prudenza. Gli ultimi cinquanta metri di salita sono più tecnici e classificati in termini di grado di difficoltà tra 3 e 4. Esistono anche vie di arrampicata lungo le pareti della vetta accessibili agli alpinisti. Si contano tre piste di sci alpinismo sul monte Thielsen, ognuna delle quali parte da uno dei diversi circhi localizzati ai piedi del monte.

### Tutela ambientale
La montagna rientra dal 1984 all'interno della riserva integrale del monte Thielsen, vasta 222,23 km². Altre due zone protette locali sono la foresta nazionale di Umpqua, sul versante occidentale del vulcano, compresa nella contea di Douglas, creata nel 1908 e vasta 3 990 km², e la foresta nazionale di Winema, sul suo versante orientale, appartenente alla contea di Klamath, istituita nel 1961 e ampia 4 231 km². La foresta nazionale di Deschutes si trova invece più a settentrione.